# Satchelliella ariegica
Satchelliella ariegica är en tvåvingeart som först beskrevs av Vaillant 1963.  Satchelliella ariegica ingår i släktet Satchelliella och familjen fjärilsmyggor. Inga underarter finns listade i Catalogue of Life.